# São Brás do Suaçuí
São Brás do Suaçuí is een gemeente in de Braziliaanse deelstaat Minas Gerais. De gemeente telt 3.657 inwoners (schatting 2009).

## Aangrenzende gemeenten
De gemeente grenst aan Congonhas, Conselheiro Lafaiete, Entre Rios de Minas, Jeceaba en Queluzita.

## Geboren
- Lincoln Cássio de Souza Soares, "Lincoln" (1979), voetballer